# Реєстр доменних печей, збережених після виведення з експлуатації
Реєстр доменних печей, збережених після виведення з експлуатації містить інформацію про домни та доменні печі різних часів, що збереглися після виведення їх з експлуатації. Старі доменні печі, збудовані до кінця XIX століття, збереглися у більшості випадків скоріш за все через занехаяння тих місць, де вони свого часу використовувалися.
У світі збереглося доволі багато старовинних доменних печей старої конструкції, збудованих лише з каміння, з масивними стінами. Декотрі з них були збудовані ще у XVII столітті і збереглися до наших днів.
Щодо сучасних доменних печей, збудованих за проектами кінця XIX — XX століть, то збереження їх після виведення з експлуатації є відносно новою справою. Більшість з сучасних збережених доменних печей були спеціально залишені після виведення їх з експлуатації з метою збереження їх як історичних пам'яток. Раніше такі доменні печі після припинення їхньої кампанії (строку експлуатації, що становить 10, 20, рідко 30 років) демонтували або для будівництва на їхньому місці нової доменної печі, або для використання їхньої території з якою-небудь іншою метою.
Хронологічно першою доменною піччю конструкції XX століття, що не була демонтована після виведення з експлуатації, можливо, є доменна піч у польському місті Стараховіце, виведена з експлуатації 1968 року. Другою такою піччю була доменна піч металургійного заводу «Yahata Steel Works» у японському місті Кіта-Кюсю, виведена з експлуатації 1972 року. Далі — дві доменних печі Хоумстедського металургійного заводу у місті Хоумстед у США, закритого 1978 року.
Сьогодні велика частина доменних печей, що збереглися, є частинами парків, або музеїв, утворених на територіях колишніх металургійних заводів, або ж вони розташовані на територіях, які так чи інакше відкриті для відвідування чи на територіях, які планується зробити вільними для відвідування. У даному реєстрі містяться лише ті доменні печі, що так чи інакше більш-менш є доступними для масового відвідування всіма охочими.
Рівень збереженості й інтеграції у нові структури або, навіть, просування у напрямку інтеграції доменних печей у нові структури різні для різних печей.

## Реєстр збережених стародавніх доменних пічей

### Австралія
| Місцезнаходження                                                                                             | Назва підприємства, коротка історія                                                        | Сучасний стан і використання, доступність для масового відвідуванн | Фото | Вебсайт        |
| --- | ------------------------------------------------------------------------------------------ | ------------------------------------------------------------------ | ---- | -------------- |
| Селище Лал-Лал, штат Вікторія. 37°40′51.4″ пд. ш. 144°04′24.0″ сх. д. / 37.680944° пд. ш. 144.073333° сх. д. | Лал-Лальська залізоробна компанія — Lal Lal Iron Company, працювала з 1870-х по 1884 роки. | Тепер є частиною Лал-Лал-Бунгальської історичної місцевості.       |      | Parks Victoria |

### Австрія
| Місцезнаходження | Назва підприємства, коротка історія | Сучасний стан і використання, доступність для масового відвідуванн                                                                                              | Фото | Вебсайт |
| --- | --- | --- | ---- | ------- |
| Село (кадастрова громада) Бундшу, що входить до складу громади Томаталь, округ Тамсвег, федеральна земля Зальцбург. 47°2′51.05″ пн. ш. 13°42′38.75″ сх. д. / 47.0475139° пн. ш. 13.7107639° сх. д. | Піч збудована 1867 року. Працювала на деревному вугіллі та місцевій залізній руді. Виведена з експлуатації 1885 року. Знову була введена у експлуатацію 1901 року і працювала до 1903 року, після чого була остоточно виведена з експлуатації. | Є частиною музею «Hochofen Bundschuh» («Доменна піч Бундшу»), утворенного на території колишнього заводу. Піч реставровано 1975 року, музей відкрито 1984 року. |      |         |
| Село Льолінг ярмаркової громади Хюттенберг, округ Санкт-Файт, федеральна земля Каринтія. 46°55′6.61″ пн. ш. 14°35′4.96″ зх. д. / 46.9185028° пн. ш. 14.5847111° зх. д.                             | У Льолінгу доменне виробництво існувало вже з XVI століття. У другій половині XIX століття залізоробний завод у Льолінзі поступово почав поступатись заводам у інших місцях країни, особливо після будівництва залізниці, яка дозволила завозити сюди більш дешевий метал і у більшій кількості з інших міцевостей країни. Остання доменна піч тут була виведена з експлуатації 1899 року. | |      |         |
| Між хуторами Хефт і Санкт-Йоган-ам-Пресен у ярморковій громаді Хюттенберг, округ Санкт-Файт, федеральна земля Каринтія.46°57′16.7″ пн. ш. 14°34′58.9″ сх. д. / 46.954639° пн. ш. 14.583028° сх. д. | Fuchsfloßofen. | |      |         |
| Село Мозинць у ярморковій громаді Хюттенберг, округ Санкт-Файт, федеральна земля Каринтія. 46°57′16.7″ пн. ш. 14°34′57.7″ сх. д. / 46.954639° пн. ш. 14.582694° сх. д.                             | | |      |         |
| Хутір Хефт, громада Хюттенберг, округ Санкт-Файт, федеральна земля Каринтія. 46°57′1.75″ пн. ш. 14°33′48.47″ сх. д. / 46.9504861° пн. ш. 14.5634639° сх. д.                                        | Завод у селищі Хефт розпочав роботу 1857 року. Доменні печі працювали до початку XX століття. | 1981 року територія колишнього заводу була приведена у порядок, конструкції було частково реставровано, і сьогодні територія заводу відкрита для відвідування.  |      |         |
| Хутір Хірт, громада Міхельдорф, федеральна замля Каринтія. 46°54′12.9″ пн. ш. 14°26′13.65″ сх. д. / 46.903583° пн. ш. 14.4371250° сх. д.                                                           | | |      |         |
| Село Айзентраттен (нім. Eisentratten), громада Кремс, округ Шпітталь, федеральна земля Каринтія. 46°55′23.57″ пн. ш. 13°34′43.15″ сх. д. / 46.9232139° пн. ш. 13.5786528° сх. д.                   | 1566 року у Айзентраттені було введено в дію першу доменну піч. 1861 року графом Лодроном тут було збудовано нову доменну піч, яка працювала на руді, видобутій у селі Іннеркремс. Доменна піч працювала до 1883 року, коли було припинено видобуток руди у селі Іннеркремс. | |      |         |
| Селище Фордервельх (нім. Vorderwölch) громади Франчах-Санкт-Гертрауд, округ Вольфсберг, федеральна земля Каринтія. 46°52′21.32″ пн. ш. 14°52′33.75″ сх. д. / 46.8725889° пн. ш. 14.8760417° сх. д. | | |      |         |

### Велика Британія

#### Англія
| Місцезнаходження | Назва підприємства, коротка історія. | Сучасний стан і використання, доступність для масового відвідування | Фото | Вебсайт |
| --- | --- | --- | ---- | ------- |
| Хутір Ньюленд, біля містечка Улверстон, графство Камбрія 54°12′32.84″ пн. ш. 3°4′32.96″ зх. д. / 54.2091222° пн. ш. 3.0758222° зх. д.                           | Newland Furnace. Збудована 1747 року. Належала компанії «Harrison Ainslie». Працювала на деревному вугіллі весь час використання. Використовувалася до 1891 року. Була однією з восьми доменних пічей Камбрії, працювавших на деревному вугіллі. Продуктивність печі була 28 тонн на тиждень, при цьому витрачалося 56 тонн деревного вугілля.                                                         | Збереженням і підтримкою печі піклується організація «Newland Furnace Trust», організована 1998 року з місцевих ентузіастів, які турбуються про доменну піч з 1989 року. Відкрита для відвідування у окремі дні. |      |         |
| Село Бекбарроу, графство Камбрія 54°15′20.48″ пн. ш. 2°59′29.58″ зх. д. / 54.2556889° пн. ш. 2.9915500° зх. д.                                                  | Backbarrow Furnace. Першу піч тут було збудовано 1711 року. Належала спочатку компанії «Backbarrow Company». 1770 року було збудовано нову піч. 1818 року куплена Гарісоном Ейнслі і стала частиною його компанії «Harrison Ainslie». 1715 року на печі було виплавлено 1719 тонн чавуну. Працювала на деревному вугіллі. Завод, на території якого знаходилася піч, працював до 1967 року.            | Знаходиться на приватній території, але її можна подивитись з дороги. |      |         |
| Бротон-ін-Фернесс, графство Камбрія 54°17′2.5″ пн. ш. 3°14′7″ зх. д. / 54.284028° пн. ш. 3.23528° зх. д.                                                        | Duddon furnace. Працювала у 1736—1867 роках. Збудована компанією «Cunsey Company». Потім належала «Duddon Company». | Доменна піч вважається найкраще збереженою доменною піччю Англії з числа тих, що працювали на деревному вугіллі. Знаходиться у віданні Cumbria Tourist Board                                                     |      |         |
| Блістс Хілл, тепер територія міста Телфорд. 52°37′44″ пн. ш. 2°27′3.6″ зх. д. / 52.62889° пн. ш. 2.451000° зх. д.                                               | Blists Hill. Печі збудовано 1832 року. Використовувалися до 1912 року. | Є частиною музею просто неба «Вікторіанське місто Блістс Хілл», відкритого 1973 року. |      | IGMT    |
| Село Колбрукдейл, біля міста Телфорд, графство Шропшир. 52°38′23.55″ пн. ш. 2°29′31.57″ зх. д. / 52.6398750° пн. ш. 2.4921028° зх. д.                           | Coalbrookdale furnace. Доменна піч спочатку працювала на деревному вугіллі. Потім певний час не використовувалася. У вересні 1708 року Абрахам Дербі І взяв цю піч в оренду, підготував її до задувки і у січні 1709 року задув її. Саме на цій печі він вперше здійснив спроби використання коксу у доменній плавці разом з деревним вугіллям. Доменна піч використовувалася до початку XIX століття. | Сьогодні доменна піч є частиною Музею заліза у Айрон-Брідж. |      | IGMT, . |
| Неподалік від села Айронбрідж і містечка Мейдлі, що тепер у складі міста Телфорд. 52°37′37.70″ пн. ш. 2°28′36.80″ зх. д. / 52.6271389° пн. ш. 2.4768889° зх. д. | Madeley Wood furnace або Bedlam furnace. Дві печі збудовані 1756 року компанією Madeley Wood Company і придбані 1776 року компанією Coalbrookdale Company. Потім тут були збудовані доменні печі у XIX столітті, які працювали до 1912 року. | Дві доменних печі стоять перед дорогою біля річки Северн. 1959 року тут було відкрито невеличкий музей. Сьогодні печі належать Музею улоговини Айронбрідж, відктритому 1967 року.                                |      |         |
| Між хутором Ґорсті Холл і селом Еллвуд у графстві Глостершир. 51°46′37″ пн. ш. 2°35′44.81″ зх. д. / 51.77694° пн. ш. 2.5957806° зх. д.                          | Darkhill Ironworks. Збудована 1818 року шотландським промисловцем Девідом Машетом. Працювала до 1847 року. | Від колишнього заводу залишилися лише руїни. |      |         |
| Містечко Колфорд, графство Глостершир. 51°47′18.14″ пн. ш. 2°37′35.84″ зх. д. / 51.7883722° пн. ш. 2.6266222° зх. д.                                            | Whitecliff Ironworks. Піч почали будувати 1798 року. Задута була піч 1802 року або, можливо, раніше. Піч працювала на коксі. | З 1983 року є власністю музею. Територія відкрита для відвідування. |      |         |
| Село Паркенд, графство Глостершир. 51°46′6.79″ пн. ш. 2°33′25.6″ зх. д. / 51.7685528° пн. ш. 2.557111° зх. д.                                                   | Parkend Ironworks. Збудовано 1799 року. Піч працювала на коксі. | Більша частина колишнього заводу була розібрана між 1890 і 1908 роками. |      |         |
| Село Мойра, графство Лестершир. 52°43′58.27″ пн. ш. 1°32′9.55″ зх. д. / 52.7328528° пн. ш. 1.5359861° зх. д.                                                    | Moira Furnace. Працювала з 1806 по 1811 роки. Причина того, чому доменна піч пропрацювала так мало часу невідома. Після припинення роботи печі, тутешня ливарня пропрацювала ще близько 30 років, виготовляючи продукцію з привізного металу. | На печі з 1980-х років знаходиться музей. Навколо печі розташовано парк. Територія відкрита для масового відвідування.                                                                                           |      |         |
| Морлі-Парк, біля міста Раплі, графство Дербішир. 53°2′18.48″ пн. ш. 1°26′9.32″ зх. д. / 53.0384667° пн. ш. 1.4359222° зх. д.                                    | Morley Park furnaces. | Дві доменних печі стоять біля дороги і можуть бути звідти побачені. |      |         |

#### Шотландія
| Місцезнаходження | Назва підприємства, коротка історія. | Сучасний стан і використання, доступність для масового відвідування               | Фото | Вебсайт               |
| --- | --- | --------------------------------------------------------------------------------- | ---- | --------------------- |
| Місцевість Боно, тепер на території села Тейналт, область Аргілл-і-Б'ют. 56°26′28.50″ пн. ш. 5°13′41.3″ зх. д. / 56.4412500° пн. ш. 5.228139° зх. д. | Bonawe або Lorn Furnace. Піч працювала у 1753—1876 роках на деревному вугіллі. Належала Newland Company. У найкращі часи на печі виплавляли до 700 тонн чавуну на рік. | Піч знаходиться під охороною «Історичної Шотландії», організації уряду Шотландії. |      | Historic Iron Furnace |
| Село Ферніс, область Аргілл-і-Б'ют. | Argyll або Craleckan або Goatfield Furnace. Піч працювала протягом 1755—1813 років і належала компанії Kendall & Co.                                                   | Доступу для масового відвідування печі немає. Піч можна побачити з дороги.        |      |                       |

#### Уельс
| Місцезнаходження                                                                                                | Назва підприємства, коротка історія.                                                                                           | Сучасний стан і використання, доступність для масового відвідування                                                            | Фото | Вебсайт |
| --- | --- | --- | ---- | ------- |
| Село Ферніс, область Кередігіон. 52°32′17.95″ пн. ш. 3°56′24.75″ зх. д. / 52.5383194° пн. ш. 3.9402083° зх. д.  | Dyfi Furnace. Піч збудовано 1755 року. Працювала на деревному вугіллі. Працювала до 1805 року. Належала компанії Kendall & Co. | Місцевість відкрита для відвідування, однак доступу всередину будівлі немає.                                                   |      | [ 9 ]   |
| Село Тінтерн, графство Монмутшир. 51°41′59.27″ пн. ш. 2°42′20.55″ зх. д. / 51.6997972° пн. ш. 2.7057083° зх. д. | Angidy Ironworks, Tintern Furnace.                                                                                             | На території колишнього заводу було проведено розкопки і реставраційні роботи. Місцевість відкрита для відвідування туристами. |      | [ 10 ]  |
| Село Блайневон, область Торван. 51°46′36″ пн. ш. 3°5′20″ зх. д. / 51.77667° пн. ш. 3.08889° зх. д.              | Blaenavon Ironworks. Працювали на деревному вугіллі з 1789 по 1903 роки.                                                       | Залинилося три доменних печі і основа четвертої. Печі є частиною комплексу, що є Світовою спадщиною ЮНЕСКО.                    |      | [ 11 ]  |

### Італія
| Місцезнаходження | Назва підприємства, коротка історія. | Сучасний стан і використання, доступність для масового відвідування | Фото | Вебсайт |
| --- | ------------------------------------ | ------------------------------------------------------------------- | ---- | ------- |
| Село Претаре, муніципалітет Аркуата-дель-Тронто, провінція Асколі-Пічено, регіон Марке. 42°47′55.2″ пн. ш. 13°18′1.4″ сх. д. / 42.798667° пн. ш. 13.300389° сх. д. |                                      |                                                                     |      |         |

### Німеччина
| Місцезнаходження | Назва підприємства, коротка історія.                   | Сучасний стан і використання, доступність для масового відвідування | Фото | Вебсайт |
| --- | ------------------------------------------------------ | --- | ---- | ------- |
| Поміж комунами Грюнебах і Альсдорф у федеральній землі Рейнланд-Пфальц                                                                     | Neugrünebacher Hütte                                   | Є музейним експонатом з 1983 року. |      |         |
| Венден у федеральній землі Північний Рейн — Вестфалія. 50°58′14.9″ пн. ш. 7°49′40.76″ сх. д. / 50.970806° пн. ш. 7.8279889° сх. д.         | Wendener Hütte Виведена з експлуатації 1866 року.      | Ливарня, в якій знаходиться доменна піч, є музеєм. |      |         |
| Містечко Бальфе, федеральна земля Північний Рейн — Вестфалія. 51°20′8.96″ пн. ш. 7°52′59.58″ сх. д. / 51.3358222° пн. ш. 7.8832167° сх. д. | Мануфактура Wocklum Виведена з експлуатації 1865 року. | Ливарня, що містить найстарішу збережену доменну піч у Німеччині, була оголошена техніко-культурною пам'яткою 1950 року. Після дворічного ремонту вона була знову відкрита як музей 2006 року. |      |         |
| Борнум, федеральна земля Нижня Саксонія. 51°58′25.82″ пн. ш. 10°8′6.77″ сх. д. / 51.9738389° пн. ш. 10.1352139° сх. д.                     | Wilhelmshütte Доменна піч збудована 1783 року.         | Доменна піч відкрита для відвідувачів з 1982 року, є музеєм. |      |         |
| Громада Моргенрьоте-Раутенкранц, федеральна земля Саксонія.                                                                                |                                                        | |      |         |
| Браузенштайн, громада Розенталь-Білаталь, Саксонія. 50°51′30.35″ пн. ш. 14°2′27.94″ сх. д. / 50.8584306° пн. ш. 14.0410944° сх. д.         | Hochofen Brausenstein                                  | |      |         |

### Норвегія
| Місцезнаходження | Назва підприємства, коротка історія | Сучасне використання, яка інсталяція, доступність для масового відвідування публікою | Фото | Вебсайт |
| --- | ----------------------------------- | ------------------------------------------------------------------------------------ | ---- | ------- |
| Село норв. Nesgrenda, комуна Тведестран, область Еуст-Аґдер. 58°37′49.40″ пн. ш. 8°51′20.20″ сх. д. / 58.6303889° пн. ш. 8.8556111° сх. д. |                                     | На території колишньої мануфактури розташовано музей Næs Jernverksmuseum             |      |         |

### Польща
| Місцезнаходження                                                         | Назва підприємства, коротка історія. | Сучасний стан і використання, доступність для масового відвідування                                     | Фото | Вебсайт |
| ------------------------------------------------------------------------ | ------------------------------------ | --- | ---- | ------- |
| Село Кужняки, ґміна Стравчин, Келецький повіт, Свентокшиське воєводство. | Виведена з експлуатації 1897 року.   | Ливарня, на території якої знаходиться піч, оголошена історичною пам'яткою і відкрита для відвідувачів. |      |         |

### Румунія
| Місцезнаходження | Назва підприємства, коротка історія.        | Сучасний стан і використання, доступність для масового відвідування                                                                | Фото | Вебсайт |
| --- | ------------------------------------------- | --- | ---- | ------- |
| Село Говеждія комуни Геларі повіту Хунедоара. 45°44′26.66″ пн. ш. 22°47′28.25″ сх. д. / 45.7407389° пн. ш. 22.7911806° сх. д. | Доменну піч збудовано між 1806—1810 роками. | Ливарня, в якій знаходиться доменна піч, надано статус історичної пам'ятки 2000 року і 2007 року відкрито доступ для відвідувачів. |      |         |

### Словаччина
| Місцезнаходження | Назва підприємства, коротка історія         | Сучасне використання, яка інсталяція, доступність для масового відвідування публікою | Фото | Вебсайт |
| --- | ------------------------------------------- | ------------------------------------------------------------------------------------ | ---- | ------- |
| Біля сіл Подбієл і Ніжна, округа Твердошін, Жилінський край. 49°17′51.47″ пн. ш. 19°30′27″ сх. д. / 49.2976306° пн. ш. 19.50750° сх. д. | Františkova huta. Піч побудовано 1836 року. | Знаходиться у власності села Подбієл.                                                |      |         |

### Словенія
| Місцезнаходження | Назва підприємства, коротка історія | Сучасне використання, яка інсталяція, доступність для масового відвідування публікою | Фото | Вебсайт |
| --- | ----------------------------------- | ------------------------------------------------------------------------------------ | ---- | ------- |
| Місто Железники, громада Железники, Словенія. 46°12′55.07″ пн. ш. 14°8′57.70″ сх. д. / 46.2152972° пн. ш. 14.1493611° сх. д. |                                     |                                                                                      |      |         |

### США
| Місцезнаходження | Назва підприємства, коротка історія. | Сучасний стан і використання, доступність для масового відвідування | Фото | Вебсайт          |
| --- | --- | --- | ---- | ---------------- |
| Картерсвілл, Джорджія | Cooper Iron Works. Збудована Марком Ентоні Купером 1847 року. | |      | Cooper's Furnace |
| Місто Согас, штат Массачусетс | Металургійний завод. | Металургійний завод XVII століття. Завод було реконструйовано у 1950 — х роках. Територія заводу є Національною історичною пам'яткою США. |      | NPS              |
| Місто Корнвол, штат Пенсільванія. 40°16′15.27″ пн. ш. 76°24′27.57″ зх. д. / 40.2709083° пн. ш. 76.4076583° зх. д.. | Cornwall Iron Furnace. Піч працювала у з 1743 по приблизно 1780 рік. | |      |                  |
| Село Хоупвелл, штат Пенсільванія. 40°12′20.15″ пн. ш. 75°46′29.57″ зх. д. / 40.2055972° пн. ш. 75.7748806° зх. д. | Доменні печі тут працювали від 1771 по 1883 рік спочатку на деревному вугіллі, потім на антрациті. | |      | NPS              |
| Містечко Кук, округ Камберленд, штат Пенсільванія. 40°1′55.27″ пн. ш. 77°18′23.27″ зх. д. / 40.0320194° пн. ш. 77.3064639° зх. д.                                                                                          | Pine Grove Iron Works | |      |                  |
| На південному сході від містечка Нью-Флоренс, округ Вестморленд, штат Пенсільванія. 40°22.018′ пн. ш. 79°03.559′ зх. д. / 40.366967° пн. ш. 79.059317° зх. д.                                                              | Laurel Hill Furnace. Піч збудовано 1845 року. Виведена з експлуатації за одними даними 1855, за іншими даними 1860 року. | Піч занесено у Національний реєстр історичних місць США. |      | , .              |
| округ Індіана, штат Пенсільванія. 40°28′50″ пн. ш. 79°2′48″ зх. д. / 40.48056° пн. ш. 79.04667° зх. д. | Buena Vista Furnace. Піч збудовано 1847 року. Працювала до 1856 року. Названа за назвою села Буена Віста у мексиканському штаті Коауїла, де відбувся бій між американцями і мексиканцями під час Американо-мексиканської війни. Працювала на деревному вугіллі. На печі виплавляли приблизно 400 тонн чавуну на рік. 1856 року було виплавлено 560 тонн чавуну. | Територія, на якій знаходиться домна, кілька разів перепродувалася і врешті-решт стала власністю Історичного і генеалогічного товариства округу Індіана, яке передало піч у оренду Indiana County Parks & Trails. Піч доступна для масового відвідування. |      |                  |
| Vintondale, Pennsylvania. 40°29′3.04″ пн. ш. 78°55′20.10″ зх. д. / 40.4841778° пн. ш. 78.9222500° зх. д. | Eliza Furnace. Введена в дію 1846 року і пропрацювала лише до 1849 року. Найбільша продуктивність печі була 1848 року — 1000 тонн за рік. | На колошнику доменної печі збереглися труби для нагрівання повітря перед подачею його у доменну піч. Сьогодні це, можливо, єдина у Сполучених Штатах доменна піч старої конструкції, на якій зберігся такий елемент конструкції.                          |      |                  |
| Місто Скрентон, округ Лакаванна, штат Пенсільванія. 41°24′14.4″ пн. ш. 75°39′44.46″ зх. д. / 41.404000° пн. ш. 75.6623500° зх. д.                                                                                          | Scranton, Grant & Company. 1853 року компанія була реорганізована у «Lackawanna Iron & Coal Company». Доменні печі було збудовано між 1848 і 1858 роками: № 1 і № 2 — у 1848—1849 роках, № 3 — у 1852, № 4 — у 1857 роках. 1880 року тут було виплавлено 125000 тонн чавуну. Доменні печі працювали на антрациті. Доменні печі працювали до 1903 року. Це був завод з повним металургійним циклом, що випускав залізничні рейки. 1903 року компанія перенесла виробництво у Буфало, а завод було продано залізничній компанії «Wyoming Valley Railroad», яка порізала всі конструкції і обладнання на металобрухт і демонтувала всі конструкції, залишила лише доменні печі. | Наприкінці 1960-х років доменні печі було придбано урядом штату Пенсильванія. 1971 року доменні печі було передано Пенсильванській історико-музейній комісії. Нвколо печей влаштовано паркову зону. Територія відкрита для масового відвідування.         |      | ,                |
| округ Франклін, штат Вірджинія. | Washington Iron Works. | |      |                  |
| Містечко Данбері, округ Стокс, штат Північна Кароліна. 36°24′32.57″ пн. ш. 80°11′47.95″ зх. д. / 36.4090472° пн. ш. 80.1966528° зх. д.                                                                                     | Moratock Iron Furnace. Належала компанії «Moratock Mining and Manufacturing Company». Працювала на деревному вугіллі. Більша частина ливарні, в якій знаходилася доменна піч, була знищена 1865 року під час Громадянської війни в США. Після 1870 року піч з перервами працювала до 1890 — х років. | Доменну піч занесено до Національного реєстру історичних місць США Знаходиться на території парку Мораток. |      |                  |
| На південь від міста Бессемер. Містечко Маккалла, округ Таскалуса, штат Алабама. 33°14′51″ пн. ш. 87°4′4″ зх. д. / 33.24750° пн. ш. 87.06778° зх. д.                                                                       | Tannehill Ironworks. Виробництво заліза у горнах з місцевих руд у цій місцевості з'явилося ще 1830 року. Між 1859 і 1862 роками було збудовано три доменних печі, що працювали на деревному вугіллі. Мануфактура, на якій знаходилися печі, працювала на армію Конфедеративних Штатів Америки і була зруйнована у 1865 році під час Громадянської війни у США під час рейду військ Півночі і після того не відновлювалася. | Печі є одними з найкраще збережених старих печей у США. Печі занесено до Національного реєстру історичних місць США. Парк відкритий для масового відвідування. 2005 року тут побувало 425 тис. туристів.                                                  |      |                  |
| На захід від населеного пункту Брайерфілд, округ Бібб, штат Алабама. 33°2′22.27″ пн. ш. 86°56′56.12″ зх. д. / 33.0395194° пн. ш. 86.9489222° зх. д.                                                                        | Brierfield Furnace, також відома як Bibb Naval Furnace. Першу піч тут збудовано 1861 року компанією «Bibb County Iron Company». 1863 року мануфактура була викуплена урядом Конфедеративних Штатів Америки і перйменована на Bibb Naval Furnace. Було збудовано нову 12-и метрову доменну піч, що давала 25 тонн чавуну на добу. Більша частина металу йшла на виготовлення гармат. 1882 року доменну піч було перебудовано. 1865 року під час Громадянської війни у США під час рейду військ Півночі мануфактуру було зруйновано. Виробництво тут було відновлене 1866 року. 1894 року завод припинив роботу.                                                               | Протягом десятиліть місце було закинутим. Каміння старих споруд розтирювалося для використання в інших місцях. 1976 року на території, що включає колишній завод, було створено парк. Піч занесено до Національного реєстру історичних місць США.         |      |                  |
| На північ від закинутого села Тахоус (англ. Tahawus, село також відоме під назвами Мак — Інтайер та Адірондак), округ Ессекс, штат Нью-Йорк. 44°4′43.97″ пн. ш. 74°3′22.27″ зх. д. / 44.0788806° пн. ш. 74.0561861° зх. д. | Adirondack Iron and Steel Company. Піч збудовано 1854 року. У найкращі роки тут працювало до 400 чоловік. Навколо підприємства виросло невеличке село. | Тепер піч знаходиться на території Адіро́ндацького парку (від назви гір Адірондак). Територію заводу 1977 року було занесено у Національний реєстр історичних місць США.                                                                                   |      |                  |
| Округ Черокі, штат Південна Кароліна. | Cowpens Furnace. Піч тут було збудовано приблизно 1807 року. 1834 року піч купила компанія South Carolina Manufacturing Company, яка перебудувала піч. Піч використовувалася приблизно до 1850 року. | Піч занесено у Національний реєстр історичних місць США. |      |                  |
| | | |      |                  |

### Україна
| Місценаходження | Назва підприємства, коротка історія. | Сучасний стан і використання, доступність для масового відвідування                                                                               | Фото | Вебсайт |
| --- | --- | --- | ---- | ------- |
| Між селами Лази та Гриньків Рожнятівського району Івано-Франківської області. 48°42′11.89″ пн. ш. 24°7′45.33″ сх. д. / 48.7033028° пн. ш. 24.1292583° сх. д. | Піч відома як Ангелівська доменна піч. Вона була збудована 1810 року. Будували доменну піч місцеві майстри-бойки. Працювала на деревному вугіллі. Піч працювала до 1818 року. | Сьогодні це, можливо, найстаріша доменна піч в Україні. Піч доступна для відвідування всіх бажаючих і страждає від «диких» туристів.              |      |         |
| Село Майдан Дрогобицького району Львівської області. | Перша плавка відбулася 1814 року. | Піч у недуже задовільному стані. Знаходиться на території Національного природного парку «Сколівські Бескиди», розташованого довкола села Майдан. |      |         |
| Урочище Майдан, біля села Мигове Вижницького району Чернівецької області                                                                                     | Піч збудовано 1835 року за рішенням поміщика графа Василька. | Від печі наразі залишилася лише її половина. Піч є пам'яткою архітектури місцевого значення у Чернівецькій області.                               |      |         |

### Франція
| Місцезнаходження                                           | Назва підприємства, коротка історія. | Сучасний стан і використання, доступність для масового відвідування | Фото | Вебсайт |
| ---------------------------------------------------------- | ------------------------------------ | ------------------------------------------------------------------- | ---- | ------- |
| Муніципалітет Брокас, департамент Ланди, регіон Аквітанія. | Збудована 1833 року.                 |                                                                     |      |         |

### Чехія
| Місцезнаходження | Назва підприємства, коротка історія.                                             | Сучасний стан і використання, доступність для масового відвідування | Фото | Вебсайт |
| --- | -------------------------------------------------------------------------------- | ------------------------------------------------------------------- | ---- | ------- |
| Поблизу містечка Адамов, район Бланско, Південноморавський край. 49°18′24.55″ пн. ш. 16°40′40.12″ сх. д. / 49.3068194° пн. ш. 16.6778111° сх. д. | Перша гамарня виникла тут 1746 року. Доменна піч використовувалася до 1877 року. | Домна 1984 року оголошена технічною пам'яткою. Є частиною музею.    |      |         |

### Швеція
| Місцезнаходження | Назва підприємства, коротка історія | Сучасне використання, яка інсталяція, доступність для масового відвідування публікою | Фото | Вебсайт |
| ---------------- | ----------------------------------- | ------------------------------------------------------------------------------------ | ---- | ------- |
|                  |                                     |                                                                                      |      |         |
|                  |                                     |                                                                                      |      |         |
|                  |                                     |                                                                                      |      |         |
|                  |                                     |                                                                                      |      |         |
|                  |                                     |                                                                                      |      |         |
|                  |                                     |                                                                                      |      |         |
|                  | Енгельсберзький залізоробний завод  |                                                                                      |      |         |
|                  |                                     |                                                                                      |      |         |
|                  |                                     |                                                                                      |      |         |
|                  |                                     |                                                                                      |      |         |
|                  |                                     |                                                                                      |      |         |
|                  |                                     |                                                                                      |      |         |
|                  |                                     |                                                                                      |      |         |

## Список доменних печей сучасної конструкції, збереженних після виведення їх з експлуатації
Усі доменні печі цього списку були збудовані у XX столітті. Їхні конструкції зовні значно відрізняються від тих, які мали доменні печі, збудовані до кінця XIX століття. Ці печі мають зовнішній залізний кожух, газовідводи й багато інших конструктивних відмінностей від старих печей. Всі ці конструктивні новації з'явилися наприкінці XIX століття і значно розвинулися протягом всього XX століття.
У багатьох країнах світу було збережено доволі багато доменних печей XX століття після виведення їх з експлуатації. В певних місцевостях після зупинки заводу були збережені лише доменні печі, а заводи було демонтовано, в інших місцевостях після зупинки заводу були збережені цілі заводи з всіма їхніми цехами і сьогодні на території багатьох з них влаштовані парки або музеї.

### Іспанія
| Місцезнаходження                    | Назва підприємства, коротка історія                               | Сучасний стан і використання, доступність для масового відвідування | Фото | Вебсайт |
| ----------------------------------- | ----------------------------------------------------------------- | ------------------------------------------------------------------- | ---- | ------- |
| Sagunto, Camp de Morvedre, Валенсія | Altos Hornos del Mediterráneo. Виведено з експлуатації 1986 року. | Залишена була одна доменна піч. Тут збираються зробити парк.        |      |         |
| Сестао, Біскайя, Країна Басків.     | Altos Hornos de Vizcaya. Виведено з експлуатації 1996 року.       | Залишено одну доменну піч.                                          |      |         |

### Люксембург
| Місцезнаходження     | Назва підприємства, коротка історія                                     | Сучасний стан і використання, доступність для масового відвідування                                            | Фото | Вебсайт |
| -------------------- | ----------------------------------------------------------------------- | --- | ---- | ------- |
| Місто Еш-сюр-Альзетт | Esch Belval. Останній власник компанія ARBED. Завод зупинено 1998 року. | Територія заводу перебудовується на територію багатофункціонального використання. Збережено дві доменних печі. |      |         |

### Мексика
| Місцезнаходження                  | Назва підприємства, коротка історія | Сучасний стан і використання, доступність для масового відвідування | Фото | Вебсайт |
| --------------------------------- | --- | --- | ---- | ------- |
| Місто Монтеррей, штат Новий Леон. | Парк «Фундідора». Раніше належало компанії Monterrey Steel Foundry Company. Завод закрито 1986 року. Територія відкрита для публіки 1988 року. | Завод було перероблено на парк з доменною піччю, на якій знаходиться музей. Було збережено дві доменних печі разом з їхніми кауперами. Вночі парк освітлюється різнокольоровим світлом. Зараз робляться спроби надати парку «Фундідора» статусу Світової спадщини ЮНЕСКО. |      |         |

### Німеччина
Hörder Bergwerks- und Hütten-Verein
| Місцезнаходження                                           | Назва підприємства, коротка історія | Сучасний стан і використання, доступність для масового відвідування | Фото | Вебсайт |
| ---------------------------------------------------------- | --- | --- | ---- | ------- |
| Дортмунд, Північний Рейн-Вестфалія, Рурський регіон.       | Phoenix-West (formerly Hoerder Verein, last operated by Friedrich Krupp AG Hoesch-Krupp, decommissioned in 1998)                                                       | Зараз на заводі відбувається модернізація. Декотрі з залишених на заводі об'єктів будуть введені у експлуатацію модернізованного заводу, декотрі з залишених від старого заводу об'єктів планується зробити частиною музею. З доменних печей майже повністю була збережена лише одна піч, ще одна була збережена у частково розібраному стані. Доменна піч № 5 збираються зробити частиною музею, однак, вже сьогодні доменні печі можна відвідати у супроводі гіда. На відміну від інших подібних об'єктів у Німеччині, тут збираються зробити можливим вхід всередину доменної печі. Влітку територія біля доменних пічей освітлюється вночі різнокольоровим світлом коли-ніколи за потреби. |      |         |
| Дуйсбурґ, Північний Рейн — Вестфалія.                      | Ландшафтний парк «Дуйсбурґ-Норд», раніше ThyssenKrupp\|Thyssen — Hüttenwerk Meiderich. Завод закрито 1985 року, відкрито для масового відвідування 1994 року.          | Металургійний завод було перетворено на публічний парк мінімумом змін у конструкціях об'єктів. Три доменних печі було збережено з повним обладнанням, кауперами, машинними залами, ливарними дворами. Ливарний двір доменної печі № 1 перетворено на багатофункціональний хол, де, зокрема, є обладнання для демонстрації кінофільмів влітку. Доменна піч № 5з всіма її виробничими дільницями перетворена на об'єкт, де можна довідатись про роботу всіх дільниць доменного цеху. Вночі по вікендах у парку використовується кольорове освітлення. |      |         |
| Хаттінген, Північний Рейн-Вестфалія, Рурський регіон.      | Thyssen Stahl AG. Виведено з експлуатації 1987 року, 2000 року відкрите для масового відвідування.                                                                     | Завод було перероблено на музей, частину музею LWL-Industriemuseum. На доменній печі № 3 можна дивитися документальні фільми на встановленому тут моніторі. Вночі територія освітлюється різнокольоровим світлом. |      |         |
| Нойнкірхен, Саар.                                          | Altes Hüttenareal Neunkirchen, раніше Neunkircher Eisenwerk, останній власник ARBED. Виведено з експлуатації 1982 року, відкрито для масового відвідування 1993 року.  | Залишки металургійного заводу були перероблені на парк. Навколо було збудовано паби, кінотеатр, танцмайданчик. Було збережено дві доменних печі. Для відвідування доступна доменна піч № 2 у супроводі гіда. Вночі територія парку освітлюється різнокольоровим світлом. |      |         |
| Зульцбах-Розенберг, Баварія.                               | Maxhütte, належало NMH Stahlwerke GmbH. Виведено з експлуатації 2002 року.                                                                                             | Більша частина об'єктів колишнього заводу має бути зруйнована. Тільки невеличка частина заводу, що включатиме, зокрема, доменну піч, буде збережена. Наразі територія ще не відкрита для відвідувачів. Залишено одну доменну піч разом з кауперами. |      |         |
| Фольклінген, район Саарбрюккен, федеральна земля Саарланд. | Фольклінгенський металургійний комбінат. Останнім володів заводом ARBED Saarstahl GmbH. Виведений з експлуатації 1986 року. Завод оголошено пам'ятником промисловості. | Завод перетворено на музей промисловості, 1994 року оголошений Світовою спадщиною ЮНЕСКО. Було збережено 6 доменних пічей з всіма дільницями доменного цеху. На доменних пічах влаштовано оглядові майданчики, з яких можна оглядати місцевість навкруги. Вночі територія заводу — музею освітлюється різнокольоровим світлом. |      |         |

### Польща
| Місцезнаходження                       | Назва підприємства, коротка історія                                                                        | Сучасний стан і використання, доступність для масового відвідування | Фото | Вебсайт |
| -------------------------------------- | --- | ------------------------------------------------------------------- | ---- | ------- |
| Стараховіце, Свентокшиське воєводство. | Доменну піч зупинено 1968 року. Сьогодні тут Музей природи і техніки. Відкрито для відвідувачів 2000 року. | Збережено одну доменну піч разом з кауперами.                       |      |         |

### Російська Федерація
| Місцезнаходження                                                                                         | Назва підприємства, коротка історія | Сучасний стан і використання, доступність для масового відвідування | Фото | Вебсайт                              |
| --- | --- | --- | ---- | ------------------------------------ |
| Нижній Тагіл, Свердловська область 57°54′15″ пн. ш. 59°56′51″ сх. д. / 57.90417° пн. ш. 59.94750° сх. д. | Музей «Старий демидовський завод». Територія колишнього металургійного заводу імені Куйбишева. Виведені з експлуатації 1987 року.                                                                                               | Залишено дві доменних печі колишнього заводу після його закриття. Музей створено 1989 і 1992 року. Сьогодні Нижньотагільський музей — заповідник гірського виробництва і металургії середнього Уралу. |      | [недоступне посилання з квітня 2019] |
| Місто Полевськой, Свердловська область. 56°29′ пн. ш. 60°13′ сх. д. / 56.483° пн. ш. 60.217° сх. д.      | Постановою Ради міністрів СРСР від 4 грудня 1974 року залишки заводу оголошені пам'яткою промислової архітектури республіканського значення. Музейний комплекс «Северська доменна піч». Належить Северському трубному заводові. | Доменну піч було збудовано 1860 року, потім перебудовано 1896 року. Музей з 1980 — х років. |      |                                      |

### Румунія
| Місцезнаходження             | Назва підприємства, коротка історія                                                                                  | Сучасний стан і використання, доступність для масового відвідування | Фото | Вебсайт |
| ---------------------------- | --- | --- | ---- | ------- |
| Решиця, жудець Караш-Северін | На території TMK Resita, діючого заводу. Доменна піч № 2 була збудована між 1959 і 1962 роками і зупинена 1991 року. | На заводі було дві доменних печі однакової конструуції. Доменну піч № 1 було демонтовано між 2001 і 2002 роками. Доменну піч № 2 було залишено і 2003 року проголошено історичним пам'ятником. Доменну піч не можна відвідати, бо вона знаходиться на території діючого заводу, однак її добре побачити і розгледіти з-за території заводу. |      |         |

### Сполучені Штати Америки
| Місцезнаходження                      | Назва підприємства, коротка історія                                                              | Сучасний стан і використання, доступність для масового відвідування | Фото | Вебсайт |
| ------------------------------------- | ------------------------------------------------------------------------------------------------ | --- | ---- | ------- |
| Бетлехем, Пенсільванія.               | Виведено з експлуатації 2003 року.                                                               | На території зараз знаходиться казино Sands Casino Resort Bethlehem. Було залишено 5 доменних пічей. Буде належати Національному музею промислової історії.                                                                      |      |         |
| Біля міста Ранкін, штат Пенсільванія. | В останнє належало Хоумстедському металургійному заводу. Виведено з експлуатації 1978 року.      | Залишено було дві доменних печі разом з кауперами, частиною бункерної естакади тощо. Місцевість можуть відвіати туристи у супроводі гіда. Місцевість планується зробити частиною Хоумстедського заводського Національного парку. |      |         |
| Бірмінгем, штат Алабама.              | Колишній Бірмінгемський металурійний завод «Sloss Furnaces». Виведений з експлуатації 1971 року. | Залишено дві доменних печі. Територію оголошено Національним історичним пам'ятником США 1981 року. Завод перетворено на музей.                                                                                                   |      |         |

### Франція
| Місцезнаходження                                     | Назва підприємства, коротка історія | Сучасний стан і використання, доступність для масового відвідування | Фото | Вебсайт |
| ---------------------------------------------------- | --- | --- | ---- | ------- |
| Муніципалітет Юканж, департамент Мозель, Лотарингія. | Належало Lorfonte. Завод припинив роботу 1991 року, відкритий для відвідувачів 2007 року. Сьогодні на його території Parc du Haut-Fourneau. | Територія навколо доменної печі відкрита для відвідувачів як частина парку. На території збережено одну доменну піч. Вночі територія заводу освітлюється різнокольоровим світлом. |      |         |

### Чехія
| Місцезнаходження                                      | Назва підприємства, коротка історія                                     | Сучасний стан і використання, доступність для масового відвідування | Фото | Вебсайт |
| ----------------------------------------------------- | ----------------------------------------------------------------------- | --- | ---- | ------- |
| Вітковіце район міста Острава, Мораво-Сілезький край. | Доменні печі знаходяться на металургійному заводі, закритому 1998 року. | Завод було оголошено пам'ятником промисловості і зараз у процесі перебудови для подальшого використання, але вже зараз відкритий для відвідування. Було збережено три доменних печі з всіма об'єктами при них. Вночі територія заводу освітлюється різнокольоровим світлом. Були спроби визначити завод об'єктом Світової спадщини ЮНЕСКО. |      |         |

### Японія
| Місцезнаходження                                  | Назва підприємства, коротка історія                                                             | Сучасний стан і використання, доступність для масового відвідування          | Фото | Вебсайт |
| ------------------------------------------------- | ----------------------------------------------------------------------------------------------- | ---------------------------------------------------------------------------- | ---- | ------- |
| Місто Кіта-Кюсю, префектура Фукуока, острів Кюсю. | Раніше завод Yahata Steel Works, закритий 1972 року. Тепер парк Higashida, відкритий 1997 року. | Територія тепер є музеєм. Відвідувачі можуть ввійти всередину доменної печі. |      |         |